# 애덤 래보나
애덤 러보니아(Adam LaVorgna, 영어 발음: /ləˈvɔːrnjə/, 1981년 3월 1일 ~ )는 미국의 배우이다.

## 출연 작품
- 마스터리스 (2015)
- 불타는 집 (2006)
- 아웃사이드 프로비던스 (1999)
- 홈 포 크리스마스 (1997)
- 프리티 레이디 (1997)
- 제7의 천국 (1996)
- 밀크 머니 (1994)
- 다저스 몽키 (1994)